# Estación Torre de Cali
Torre de Cali es una de las estaciones del Sistema Integrado de Transporte MIO, en la ciudad de Cali, inaugurado en el año 2008.

## Ubicación
Está ubicada en la calle 15 con avenida 3N. El edificio Torre de Cali se encuentra diagonal a la estación, cruzando el puente Ciudades Confederadas sobre el río Cali.

## Características
La estación tiene un acceso peatonal. Cuenta con dos vagones, cada uno de ellos con puertas de acceso en ambos sentidos de la vía, sumando un total de cuatro puertas. Esta y la estación San Pascual son las únicas estaciones de la zona Centro que tiene puertas de acceso en ambos sentidos de la vía.

## Servicios de la estación

### Rutas expresas
| Ruta | Estación Origen                     | Estación Destino            | Sentido (N/S) |
| ---- | ----------------------------------- | --------------------------- | ------------- |
| E21  | Terminal Menga Av 3N Cl 70N         | Universidades Cra 100 Cl 16 | Ambos         |
| E37  | Terminal paso del comercio Cr1 Cl71 | Unidad deportiva CL5, Cr52  | Ambos         |

### Rutas troncales
| Ruta | Estación Origen                        | Estación Destino                           | Sentido (N/S) |
| ---- | -------------------------------------- | ------------------------------------------ | ------------- |
| T31  | Terminal Paso del Comercio Cra 1 Cl 71 | Universidades Cra 100 Cl 16                | Ambos         |
| T62  | Terminal Simón Bolívar Cl25            | Terminal de transportes cali Av3N- Cl30-31 | Ambos         |

### Rutas pretroncales
| Ruta | Origen                              | Trayecto                                         | Destino                              |
| ---- | ----------------------------------- | ------------------------------------------------ | ------------------------------------ |
| P21E | Terminal Menga Av 3N Cl 70N         | Av 6N - Av. Américas - Centro - Av. Pasoancho    | Universidades Cra 100 Cl 16          |
| P24B | Terminal Andrés Sanín Cl 75 Cra 19  | Cra 8 - Cl 44 - Av 6N - Centro                   | C.A.M.                               |
| P27D | Terminal Menga Av 3N Cl 70N         | Cl 70 - Av 6N - Centro - Av. Roosevelt           | Capri Cl 5 Cra 78                    |
| P30A | Flora Industrial Cra 1 Cl 56        | Cra 1 - Cl 70 - Terminal Menga - Av 6N           | Centro                               |
| P52D | Ciudad Córdoba                      | Cra 46 - Cl 27 - Centro - Av 3N                  | Terminal de Transportes              |
| P62D | Terminal Simón Bolívar Cl 25 Cra 66 | Cra 66 - Cl 14 - Cra 39 - Cl 13 - Centro - Av 4N | Las Américas Av 3N Cl 23AN           |
| P21A | Universidades Cr100 Cl 16           | Kr46 - Cl27 Centro - Av las Américas-            | Terminal de transportes Av3N Cl30-31 |

### Rutas alimentadoras
| Ruta | Origen                     | Trayecto              | Destino        |
| ---- | -------------------------- | --------------------- | -------------- |
| A01A | San Bosco Cra 15 Cl 9      | Cl 15 - Av 2N - Cl 8  | C.A.M.         |
| A05  | Las Américas Av 3N Cl 23AN | Av 2N - CAM - Av 4 Oe | Portada al Mar |